# Futurism rus
Futurismul rus (rusă Русский футуризм) a fost un curent literar și artistic rus, care s-a manifestat la începutul secolului al XX-lea. Se consideră că futurismul rus s-a născut în decembrie 1912, la Sankt Petersburg, când grupul Hylaea (format de Velimir Hlebnikov, Aleksei Krucenîh, Vladimir Maiakovski și David Burliuk) au editat un manifest intitulat O palmă data gustului public. Deși se consideră, în general, că Hylaea a fost cel mai influent grup al futurismului rus, au mai existat alte grupuri dintre care de menționează "Ego-futurismul" lui Igor Severianin la Sankt Petersburg, grupul Țentrifuga (cu Boris Pasternak unul din membrii săi) sau cele din Kiev, Harkov și Odessa.

## Modernitate
Ca și omologii lor italieni, Futuristii ruși au fost fascinați de dinamismul, viteza și neliniștea mașinilor moderne și a vieții urbane. Ei au căutat intenționat să trezească controverse și să obțină publicitate prin repudierea artei statice a trecutului. Cei de la Pușkin și Dostoievski, conform lor, ar trebui să fie "aruncati de pe vaporul contemporaneității". Ei nu au recunoscut nicio autoritate; chiar și Filippo Tommaso Marinetti, când a sosit în Rusia pe o vizită de prozelitism în 1914, a fost obstrucționat de majoritatea Futuristilor ruși, care nu au mărturisit că îi datorează ceva.

## Cinema
Filmul rusesc futurist se referă la mișcarea futuristă din cinematografia sovietică. Filmul cinematografic Futurist din Rusia a fost profund influențat de filmele futurismului italian (1916-1919), cele mai multe dintre acestea fiind pierdute astăzi. Unii dintre regizorii de film identificați ca parte a acestei mișcări sunt Lev Kuleshov, Dziga Vertov, Serghei Eisenstein, Vsevolod Pudovkin și Aleksandr Dovzhenko.

## Trăsături principale
- răzvrătire, opinie anarhistă asupra lumii, exprimarea sentimentelor de masă ale mulțimii;
- negarea tradițiilor culturale, tendință de a crea artă orientată pentru viitor.